# Vůz BRcm ZSSK
Vozy BRcm, číslované v intervalu 51 56 85-40, byly řadou osobních lehátkových vozů s barovým oddílem z vozového parku Železničné spoločnosti Slovensko. Všech 20 těchto vozů (000–019) pro tehdejší Československé státní dráhy vyrobila vagonka VEB Vaggonbau Bautzen v roce 1984. Po rozdělení připadlo Slovenským drahám 13 těchto vozů.

## Technické informace
Byly to neklimatizované typu UIC-Z o délce 26 400 mm. Vozy měly podvozky GP 200 S 25 vybavené kotoučovými brzdami. Jejich nejvyšší povolená rychlost byla 140 km/h.
Vnější nástupní dveře těchto vozů byly předsuvné, ovládané pákou. Přechodové mezivozové byly manuálně posuvné do strany. Vozy měly polospouštěcí okna.
Vozy měly pět oddílů po osmi sedačkách, celkem tedy 40 míst předělatelných na 30 lehátek. Mimo to ještě disponovaly dalšími 24 místy k sezení v barové části.
Nátěr byl celý červený s bílým pruhem.

## Modernizace
V roce 2003 byly tři vozy rekonstruovány na řadu ARmeer.
V letech 2008–2009 bylo osm vozů rekonstruováno na řadu WRmeer a jeden vůz na WGmeer.

## Provoz
Vozy jezdily na významných mezistátních rychlících a Expresech, např. mezi Košicemi a Prahou, případně Budapeští.
V roce 2002 vyhořel v Žilině vůz BRm830 č. 001 Českých drah, a slovenskou stranou byl jako náhrada předán vůz právě této řady.